# 웹 페이지

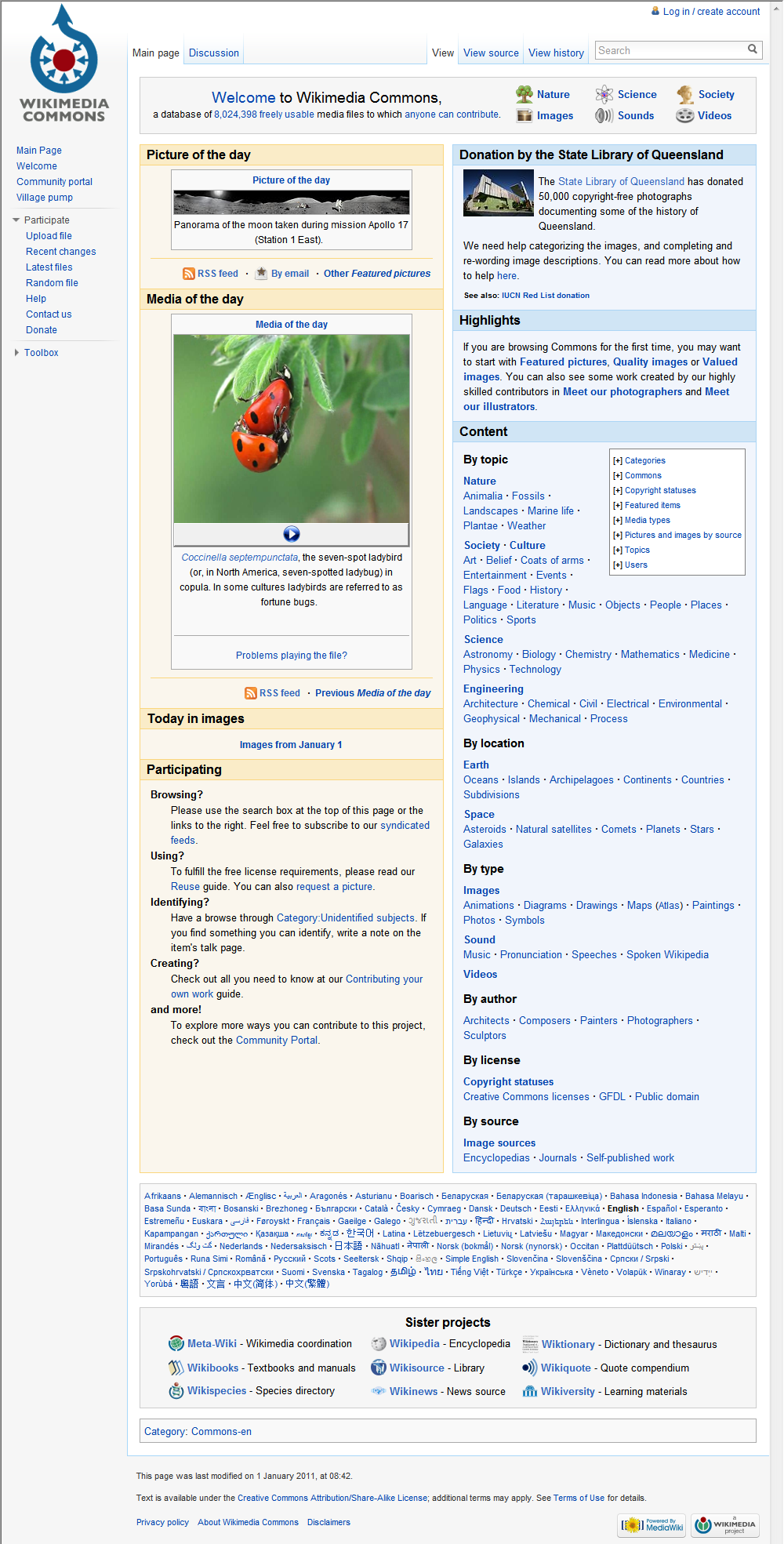
위키미디어 공용의 웹 페이지.

웹 페이지(web page, 문화어: 웨브페지)는 월드 와이드 웹 상에 있는 개개의 문서를 가리킨다. 이 문서도 역시 엄연한 웹 페이지이며, 따라서 현재 이 문서를 읽고 있다면 '웹 페이지를 보고 있다'고도 할 수 있다.
책에서의 페이지와는 달리, 두 개 이상의 웹 페이지들을 서로 하이퍼링크로 연결시킬 수 있다는 점이 특징이다. 대부분의 웹 페이지는 웹 서버에 저장되며 HTML(또는 XHTML), CSS, 자바스크립트, 그림, 플래시와 같은 동영상으로 구성되어 있다. 이러한 웹 페이지들은 HTTP를 통해 전송하거나 받아온다.
일반적으로 대부분의 인터넷 사용자들은 컴퓨터의 웹 브라우저를 통해 웹 페이지들을 읽는다. 또한 의미가 같은 웹 페이지들의 모임을 웹사이트라고 한다.
W3C 및 WAI에서는 웹 페이지를 구성할 때 모든 웹 브라우저와 시각 장애인이 사용하는 스크린 리더에서 동일하게 읽어들일 수 있도록 권장하고 있다.

## 역사
첫 번째 웹 페이지는 1990년 11월 13일에 탄생되었다.

## 정적 웹페이지와 동적 웹페이지

정적 웹페이지는 저장된 그대로 사용자에게 전달된다.

정적 웹페이지는 저장된 그대로 사용자의 웹 브라우저에 전달되는 웹페이지이며 웹 애플리케이션에 의해 생성되는 동적 웹페이지와는 반대된다.
서버 사이드 동적 웹페이지는 애플리케이션 서버 처리 서버사이드 스크립트에 의해 구조가 통제되는 웹페이지이다.
클라이언트 동적 웹페이지는 로드될 때 브라우저에서 실행되는 HTML 스크립팅을 사용하여 웹페이지를 처리한다.

## 같이 보기
- 도메인 이름
- 홈페이지
- HTML 요소
- 웹 문서
- 웹 템플릿
- 웹사이트